# Женда
Женда (болг. Женда) — село в Болгарии. Находится в Кырджалийской области, входит в общину Черноочене. Население составляет 78 человек.

## Политическая ситуация
В местном кметстве Женда, в состав которого входит Женда, должность кмета (старосты) исполняет Рахим Фахри Идриз (Движение за права и свободы (ДПС)) по результатам выборов.
Кмет (мэр) общины Черноочене — Айдын Ариф Осман (Движение за права и свободы (ДПС)) по результатам выборов.